# Drones
Drones er det syvende studiealbum fra det engelske rockband Muse. Albummet blev udgivet d. 5. juni 2015.

## Spor
Al musik komponeret af Matthew Bellamy, bortset fra "Drones" baseret på "Sanctus and Benedictus" af Giovanni Pierluigi da Palestrina, og 6:45-9:45 af "The Globalist" baseret på "Enigma Variations: Nimrod" af Edward Elgar.
| Nr.           | Titel               | Længde |
| ------------- | ------------------- | ------ |
| 1.            | "Dead Inside"       | 4:22   |
| 2.            | "[Drill Seargeant]" | 0:21   |
| 3.            | "Psycho"            | 5:16   |
| 4.            | "Mercy"             | 3:51   |
| 5.            | "Reapers"           | 5:59   |
| 6.            | "The Handler"       | 4:33   |
| 7.            | "[JFK]"             | 0:54   |
| 8.            | "Defector"          | 4:33   |
| 9.            | "Revolt"            | 4:05   |
| 10.           | "Aftermath"         | 5:47   |
| 11.           | "The Globalist"     | 10:07  |
| 12.           | "Drones"            | 2:49   |
| Total længde: | Total længde:       | 52:40  |